# Grigorij Kriwoszejew
Grigorij Fiedotowicz Kriwoszejew (ros. Григорий Федотович Кривошеев, ur. 15 września 1929 we wsi Kintieriep w obwodzie nowosybirskim, zm. 29 kwietnia 2019) – radziecki i rosyjski dowódca wojskowy i historyk wojskowości, generał pułkownik Sił Zbrojnych ZSRR.

## Życiorys
Jego rodzice pochodzili z Ukrainy; ojciec był rolnikiem (kołchoźnikiem) i uczestnikiem wojny ZSRR z Niemcami, matka również pracowała na roli. Po ukończeniu 7 klas szkoły pracował jako koniuch w kołchozie, później jako majster w warsztacie, od 1947-1948 uczył się w szkole fabryczno-zawodowej w Nowosybirsku zawodu tokarza i ślusarza, od maja 1948 pracował jako tokarz w kopalni w Prokopjewsku. 28 września 1949 został powołany do Armii Radzieckiej, był kursantem szkoły wojskowej w Bijsku, w 1950 zgłosił się ochotniczo do udziału w wojnie koreańskiej, jednak nie został tam skierowany. W 1953 ukończył wojskową szkołę piechoty w Tiumeni, później służył na stanowiskach dowódczych w 198 Dywizji Piechoty w Zachodniosyberyjskim Okręgu Wojskowym i wyższej dowódczej szkole wojskowej w Omsku, w 1964 ukończył Akademię Wojskową im. Frunzego. W maju 1967 wyznaczono go zastępcą dowódcy 354 gwardyjskiego pułku 48 Dywizji Pancernej, później przez rok dowodził tym pułkiem, otrzymując stopień pułkownika, 1970-1971 był szefem sztabu – zastępcą dowódcy 48 Gwardyjskiej Dywizji Pancernej. W 1973 ukończył Wojskową Akademię Sztabu Generalnego Sił Zbrojnych ZSRR i został dowódcą 161 Dywizji Karpackiego Okręgu Wojskowego, w 1975 otrzymał stopień generała majora i funkcję szefa sztabu i I zastępcy dowódcy 38 Armii Karpackiego Okręgu Wojskowego, a w marcu 1979 funkcję I zastępcy Turkiestańskiego Okręgu Wojskowego (do czerwca 1984). W kwietniu 1984 awansował na generała pułkownika, w czerwcu 1984 został wyznaczony szefem sztabu i I zastępcą głównodowodzącego Grupy Wojsk Radzieckich w Niemczech (do stycznia 1987). Od stycznia 1987 do września 1991 pełnił funkcję szefa Głównego Zarządu Organizacyjno-Mobilizacyjnego – zastępcy szefa Sztabu Generalnego Sił Zbrojnych ZSRR.
Kierował grupą zbierającą dokumenty dotyczące strat ludzkich poniesionych podczas wszystkich konfliktów, w których brały udział Siły Zbrojne Rosji, w tym RFSRR i ZSRR, ze szczególnym uwzględnieniem II wojny światowej. Rezultatem tych wysiłków była największa praca Kriwoszejewa, Rossija i SSSR w wojnach XX wieka: Potieri woorużiennych sił wydana w Moskwie w 2001 roku. Kriwoszejew był również redaktorem opublikowanej w 1993 pracy Grif siekrietnosti sniat: Potieri woorużonnych sił SSSR w wojnach, bojewych diejstwijach i wojennych konfliktach. Statisticzeskoje issledowanije.

## Odznaczenia
- Order Rewolucji Październikowej (1985)
- Order Czerwonego Sztandaru (1980)
- Order Czerwonej Gwiazdy (1976)
- Order „Za służbę Ojczyźnie w Siłach Zbrojnych ZSRR” III klasy (1991)

I wiele innych.